# Zevenkamp (atletiek)
De zevenkamp of heptathlon is een meerkamp waarbij zeven verschillende atletiekonderdelen worden afgewerkt. Er is een outdoorversie voor de vrouwen en een indoorversie voor de mannen.

## Zevenkamp (outdoor)

### Algemeen
Deze versie wordt alleen door vrouwen beoefend, duurt twee dagen en werd geïntroduceerd op de Olympische Spelen in 1984 (Los Angeles) als olympische discipline.
De regels van de afzonderlijke nummers zijn van toepassing, met een paar uitzonderingen. Bij de werpnummers en het verspringen, mogen er slechts drie pogingen worden gedaan in plaats van zes. Bij de loopnummers mag één valse start gemaakt worden, iedere volgende valse start leidt tot diskwalificatie.
Bij elke discipline kunnen atleten punten verdienen, volgens een systeem dat is vastgelegd door de IAAF (uitleg over de telling in het artikel over de meerkamp). Het wereldrecord staat op naam van Jackie Joyner-Kersee met 7291 punten en werd gevestigd op de Olympische Spelen van 1988 in Seoel. Een andere opmerkelijke prestatie is van Nafissatou Thiam, ze werd in 2016, 2021 en 2024 olympisch kampioene.
| Ontwikkeling van de meerkamp bij vrouwen | Ontwikkeling van de meerkamp bij vrouwen | Ontwikkeling van de meerkamp bij vrouwen | Ontwikkeling van de meerkamp bij vrouwen | Ontwikkeling van de meerkamp bij vrouwen | Ontwikkeling van de meerkamp bij vrouwen | Ontwikkeling van de meerkamp bij vrouwen | Ontwikkeling van de meerkamp bij vrouwen | Ontwikkeling van de meerkamp bij vrouwen | Ontwikkeling van de meerkamp bij vrouwen |
| Jaar                                     | Onderdeel                                | Eerste wedstrijddag                      | Eerste wedstrijddag                      | Eerste wedstrijddag                      | Eerste wedstrijddag                      | Eerste wedstrijddag                      | Tweede wedstrijddag                      | Tweede wedstrijddag                      | Tweede wedstrijddag                      |
| ---------------------------------------- | ---------------------------------------- | ---------------------------------------- | ---------------------------------------- | ---------------------------------------- | ---------------------------------------- | ---------------------------------------- | ---------------------------------------- | ---------------------------------------- | ---------------------------------------- |
| 1928                                     | Vijfkamp                                 | kogelstoten                              | verspringen                              | verspringen                              | verspringen                              | verspringen                              | 100 m                                    | hoogspringen                             | speerwerpen                              |
| 1949                                     | Vijfkamp                                 | kogelstoten                              | hoogspringen                             | 200 m                                    | 200 m                                    | 200 m                                    | 80 m horden                              | verspringen                              | verspringen                              |
| 1961                                     | Vijfkamp                                 | 80 m horden                              | kogelstoten                              | hoogspringen                             | hoogspringen                             | hoogspringen                             | verspringen                              | 200 m                                    | 200 m                                    |
| 1969                                     | Vijfkamp                                 | 100 m horden                             | kogelstoten                              | hoogspringen                             | hoogspringen                             | hoogspringen                             | verspringen                              | 200 m                                    | 200 m                                    |
| 1977                                     | Vijfkamp                                 | 100 m horden                             | kogelstoten                              | hoogspringen                             | verspringen                              | 800 m                                    |                                          |                                          |                                          |
| 1981                                     | Zevenkamp                                | 100 m horden                             | kogelstoten                              | hoogspringen                             | 200 m                                    | 200 m                                    | verspringen                              | speerwerpen                              | 800 m                                    |
| 1983                                     | Zevenkamp                                | 100 m horden                             | hoogspringen                             | kogelstoten                              | 200 m                                    | 200 m                                    | verspringen                              | speerwerpen                              | 800 m                                    |

### Puntenberekening
De punten worden als volgt berekend:
- Punten = {\displaystyle \mathrm {int} (A*(B-P)^{C})} voor baanonderdelen
- Punten = {\displaystyle \mathrm {int} (A*(P-B)^{C})} voor veldonderdelen

A, B en C zijn parameters die per discipline verschillen, zoals is te zien in de tabel hieronder.
P is de prestatie van de atleet in eenheden zoals deze in de laatste kolom staat weergegeven.
Onderstaande variabelen bij de vrouwen:
| Event        | A        | B    | C     | Eenheden    |
| ------------ | -------- | ---- | ----- | ----------- |
| 100 m horden | 9,23076  | 26,7 | 1,835 | seconden    |
| Hoogspringen | 1,84523  | 75   | 1,348 | centimeters |
| Kogelstoten  | 56,0211  | 1,5  | 1,05  | meters      |
| 200 m        | 4,99087  | 42,5 | 1,81  | seconden    |
| Verspringen  | 0,188807 | 210  | 1,41  | centimeters |
| Speerwerpen  | 15,9803  | 3,8  | 1,04  | meters      |
| 800 m        | 0,11193  | 254  | 1,88  | seconden    |

### Medaillewinnaars wereldkampioenschappen vrouwen
| Jaar | Goud                          | Zilver                    | Brons                        |
| ---- | ----------------------------- | ------------------------- | ---------------------------- |
| 1983 | Ramona Neubert GDR            | Sabine Paetz GDR          | Anke Vater GDR               |
| 1987 | Jackie Joyner-Kersee USA      | Larisa Nikitina URS       | Jane Frederick USA           |
| 1991 | Sabine Braun GER              | Liliana Nastase ROU       | Irina Belova URS             |
| 1993 | Jackie Joyner-Kersee USA      | Sabine Braun GER          | Swetlana Buraga BLR          |
| 1995 | Ghada Shouaa SYR              | Swetlana Moskalets RUS    | Rita Inancsi HUN             |
| 1997 | Sabine Braun GER              | Denise Lewis GBR          | Remiga Nazaroviene LTU       |
| 1999 | Eunice Barber FRA             | Denise Lewis GBR          | Ghada Shouaa SYR             |
| 2001 | Jelena Prochorowa RUS         | Natalia Sassanowitsch BLR | Shelia Burrell USA           |
| 2003 | Carolina Klüft SWE            | Eunice Barber FRA         | Natalia Sassanowitsch BLR    |
| 2005 | Carolina Klüft SWE            | Eunice Barber FRA         | Margaret Simpson GHA         |
| 2007 | Carolina Klüft SWE            | Ljoedmila Blonska UKR     | Kelly Sotherton GBR          |
| 2009 | Jessica Ennis GBR             | Jennifer Oeser GER        | Kamila Chudzik POL           |
| 2011 | Tatjana Tsjernova RUS         | Jessica Ennis GBR         | Jennifer Oeser GER           |
| 2013 | Ganna Melnitsjenko UKR        | Brianne Theisen-Eaton CAN | Dafne Schippers NED          |
| 2015 | Jessica Ennis-Hill GBR        | Brianne Theisen-Eaton CAN | Laura Ikauniece-Admidiņa LAT |
| 2017 | Nafissatou Thiam BEL          | Carolin Schäfer GER       | Anouk Vetter NED             |
| 2019 | Katarina Johnson-Thompson GBR | Nafissatou Thiam BEL      | Verena Preiner AUT           |
| 2022 | Nafissatou Thiam BEL          | Anouk Vetter NED          | Anna Hall USA                |
| 2023 | Katarina Johnson-Thompson GBR | Anna Hall USA             | Anouk Vetter NED             |

### Wereldrecordontwikkeling vrouwen
*: Puntenaantal berekend met de huidige, in 1984 ingevoerde, puntentabel.
| Punten       | Naam           | Land                           | Datum            | Plaats       | 100 horden (s) | Hoog (m) | Kogel (m) | 200 (s) | Ver (m) | Speer (m) | 800 (min) |
| ------------ | -------------- | ------------------------------ | ---------------- | ------------ | -------------- | -------- | --------- | ------- | ------- | --------- | --------- |
| 6621 (6670*) | Ramona Neubert | Duitse Democratische Republiek | 24 mei 1981      | Halle        | 13,58          | 1,80     | 14,75     | 23,70   | 6,82    | 40,98     | 2.07,55   |
| 6716 (6788*) | Ramona Neubert | Duitse Democratische Republiek | 28 juni 1981     | Kiev         | 13,70          | 1,86     | 15,41     | 23,58   | 6,82    | 40,62     | 2.06,72   |
| 6773 (6845*) | Ramona Neubert | Duitse Democratische Republiek | 20 juni 1982     | Halle        | 13,58          | 1,83     | 15,10     | 23,14   | 6,84    | 42,54     | 2.06,16   |
| 6836 (6935*) | Ramona Neubert | Duitse Democratische Republiek | 19 juni 1983     | Moskou       | 13,42          | 1,82     | 15,25     | 23,49   | 6,79    | 49,94     | 2.07,51   |
| 6867 (6946*) | Sabine Paetz   | Duitse Democratische Republiek | 6 mei 1984       | Potsdam      | 12,64          | 1,80     | 15,37     | 23,37   | 6,86    | 44,62     | 2.08,93   |
| 7148         | Jackie Joyner  | Verenigde Staten               | 7 juni 1986      | Moskou       | 12,85          | 1,88     | 14,76     | 23,00   | 7,24    | 49,86     | 2.09,32   |
| 7158         | Jackie Joyner  | Verenigde Staten               | 2 augustus 1986  | Houston      | 13,18          | 1,88     | 15,19     | 22,87   | 7,03    | 50,12     | 2.09,69   |
| 7215         | Jackie Joyner  | Verenigde Staten               | 17 augustus 1988 | Indianapolis | 12,71          | 1,93     | 15,65     | 22,30   | 7,00    | 50,08     | 2.20,70   |
| 7291         | Jackie Joyner  | Verenigde Staten               | 24 augustus 1988 | Seoel        | 12,69          | 1,86     | 15,80     | 22,56   | 7,27    | 45,66     | 2.08,51   |

## Zevenkamp (indoor)

### Algemeen
Voor mannen wordt indoor een zevenkamp gehouden, die twee dagen duurt. In tegenstelling tot outdoor wordt er indoor geen tienkamp afgewerkt, omdat discuswerpen en speerwerpen binnen niet mogelijk zijn.
Tussen de zevenkamp (indoor) en de tienkamp (outdoor) zijn er zes verschillen:
- 60 m in plaats van 100 m
- 60 m horden in plaats van 110 m horden
- 1000 m in plaats van 1500 m
- 400 m wordt weggelaten.
- speerwerpen wordt weggelaten.
- discuswerpen wordt weggelaten.

### Puntenberekening
Aanvullend op de variabelen voor outdoor, zijn er ook variabelen voor de indoor onderdelen op de vijf- en zevenkamp.
A, B en C zijn parameters die per discipline verschillen, zoals is te zien in de tabel hieronder.
P is de prestatie van de atleet in eenheden zoals deze in de laatste kolom staat weergegeven.
Hieronder de extra variabelen voor de indoor afstanden voor de vijfkamp voor vrouwen en zevenkamp voor mannen.
| Event               | A       | B      | C     | Eenheden |
| ------------------- | ------- | ------ | ----- | -------- |
| 60 m horden vrouwen | 20,0479 | 17,0   | 1,835 | seconden |
| 60 m horden mannen  | 20,5173 | 15,5   | 1,92  | seconden |
| 60 m mannen         | 58,0150 | 11.5   | 1,81  | seconden |
| 1000 m mannen       | 0,08713 | 305,50 | 1,85  | seconden |

Voor de overige variabelen voor mannen, zie tienkamp.
De vrouwen kennen de indoorzevenkamp ook, maar deze komt minder vaak voor. Gebruikelijk is dat indoor een vijfkamp wordt afgewerkt. Bij de vrouwen is de volgorde van de indoorzevenkamp anders dan die van de mannen: namelijk op de eerste dag 60 m, kogelstoten, verspringen, polsstokhoogspringen en op de tweede dag 60 m horden, hoogspringen en 1000 m.

### Eerste dag (mannen)
- 60 m
- verspringen
- kogelstoten
- hoogspringen

### Tweede dag (mannen)
- 60 m horden
- polsstokhoogspringen
- 1000 m